# Myksosporidiowce
Myksosporidiowce (Myxozoa) – typ pasożytniczych mikroorganizmów wodnych o swoistej budowie i cyklu rozwojowym, dawniej zaliczanych do pierwotniaków, ponieważ początkowo występują jako pojedyncze komórki, później tworzą wielojądrowe plazmodia lub zamknięte worki ze spłaszczonych komórek. Wieloma szczegółami budowy i rozwoju nawiązują do parzydełkowców (Cnidaria), dlatego we współczesnych klasyfikacjach biologicznych są zaliczane do królestwa zwierząt (w randze odrębnego typu lub są włączane do Cnidaria). Badania molekularne potwierdziły pokrewieństwo tych grup.
Myksosporidiowce dzielone są na dwa rzędy wyróżniane na podstawie morfologii grubościennych spor (myksospor) – charakterystycznej cechy tej grupy zwierząt: 
- Bivalvulida
- Multivalvulida

Oba rzędy należą do jednej gromady Myxosporea.
Zdecydowana większość z poznanych myksosporidiowców to pasożyty ryb, w tym wielu gatunków o dużym znaczeniu gospodarczym.